# Ministerio del Poder Popular para las Comunas y los Movimientos Sociales
El Ministerio del Poder Popular para las Comunas y los Movimientos Sociales (MPComunas) es un ministerio venezolano, sucesor del Ministerio de la Economía Comunal, creado bajo el nombre de Ministerio de Economía Popular, fue renombrado en marzo de 2009, absorbiendo al mismo tiempo las competencias en materia de participación asignadas al suprimido Ministerio de Participación y Protección Social. Entre sus funciones se encuentra "dirigir y coordinar la ejecución de las políticas de formación y desarrollo comunal aprobadas por el Presidente de Venezuela". Así como "coordinar y evaluar todo lo relativo a las políticas de formación permanente, relacionadas con la economía comunal."
El 3 de marzo de 2009, el ministro Jesse Chacón anunció que, dentro de una reforma mayor de gabinete, el Ministerio del Poder Popular para la Economía Comunal pasaba a llamarse Ministerio del Poder Popular para las Comunas, asumiendo algunas competencias del Ministerio del Poder Popular para la Participación y Protección Social, que era disuelto.

## Estructura del Ministerio[3]
- Viceministerio del Sistema de Formación Comunal y Movimientos Sociales
- Viceministerio para la Organización y Participación Comunal y Social
- Viceministerio de los Movimientos Sociales
- Viceministerio de la Economía Comunal

### Órganos y Entes Adscritos al Ministerio
- Fundación para el Desarrollo y Promoción del Poder Comunal (Fundacomunal)
- Servicio Fondo Nacional del Poder Popular (Safonapp)
- Superintendencia Nacional de Cooperativas (Sunacoop)
- Fondo de Desarrollo Microfinanciero (Fondemi)
- Fundación Centro de Estudios sobre Crecimiento y Desarrollo de la Población Venezolana (Fundacredesa)
- Fundación Escuela para el Fortalecimiento del Poder Popular
- Fundación Jóvenes del Barrio “Antonio Cermeño”
- Universidad Bolivariana de las Comunas
- Escuela Decolonial "Comuna o Nada"

## Ministros
Cuando el Ministerio fue reformado, en marzo de 2009, Erika Farías, entonces ministra de Participación y Protección Social, reemplazó a Pedro Morejón, quien pasó a ocupar la cartera de Turismo.
El 22 de junio de 2010, Chávez reformó de nuevo su gabinete, y colocó a Isis Ochoa, entonces ministra de la Secretaría de la Presidencia, en reemplazó de Farías, quien se postuló como candidata en las elecciones parlamentarias de ese año.
El  presidente Nicolás Maduro designó el viernes 4 de agosto de 2020 a la constituyente Noris Herrera Rodríguez  para dirigir el Ministerio para las Comunas y los Movimientos Sociales.
El 3 de marzo de 2022 realizó nuevos cambios en su gabinete, nombrando al hasta entonces ministro de Industrias y Producción Nacional, Jorge Arreaza, como nuevo ministro del Poder Popular para las Comunas y los Movimientos Sociales. Maduro instruyó "que vaya a la unión de las comunas, a la unión de la clase obrera" al momento de designar a Arreaza como ministro. Desde su gestión, Arreaza impulsó una campaña de renovación de los Consejos Comunales y Comunas de Venezuela, realizando un proceso que para septiembre de 2024 alcanzaba la cifra de 26 mil elecciones de voceros en todo el país.
En febrero de 2024 Maduro realizó nuevos cambios en su gabinete, anunciando a Guy Vernáez como nuevo ministro del área, Vernáez, secretario ejecutivo del Consejo Federal de Gobierno desde 2013, ha fomentado estrategias para articular redes de trabajo de autogestión y cogestión desde las organizaciones de base del Poder Popular, donde destacan experiencias exitosas de financiamiento y ejecución de proyectos de mejoramiento de servicios públicos, infraestructuras de salud y educación para las comunidades, así como proyectos productivos como el Plan de Siembra Comunal, todos articulados a través de la plataforma informática Sinco.
| Ministros de Comunas y Protección Social de Venezuela |                            |             |                |
| Orden                                                 | Nombre                     | Período     | Presidente     |
| 1                                                     | Elías Jaua                 | 2004 - 2005 | Hugo Chávez    |
| 2                                                     | Jorge Luis García Carneiro | 2005 - 2007 | Hugo Chávez    |
| 3                                                     | Pedro Morejon              | 2006- 2009  | Hugo Chávez    |
| 4                                                     | Erika Farías               | 2009 - 2010 | Hugo Chávez    |
| 5                                                     | Isis Ochoa                 | 2010 - 2013 | Hugo Chávez    |
| 6                                                     | Reinaldo Iturriza          | 2013 - 2014 | Nicolás Maduro |
| 7                                                     | Elías Jaua Milano          | 2014 - 2015 | Nicolás Maduro |
| 8                                                     | Rosangela Orozco           | 2015        | Nicolás Maduro |
| 9                                                     | Aristobulo Izturiz         | 2017        | Nicolás Maduro |
| 10                                                    | Kira Andrade               | 2017 - 2018 | Nicolás Maduro |
| 11                                                    | Aristóbulo Istúriz         | 2018 - 2018 | Nicolás Maduro |
| 12                                                    | Blanca Eekhout             | 2018 - 2020 | Nicolás Maduro |
| 13                                                    | Noris Herrera Rodríguez    | 2020 - 2022 | Nicolás Maduro |
| 14                                                    | Jorge Arreaza              | 2022 - 2024 | Nicolás Maduro |
| 15                                                    | Guy Vernáez                | 2024        | Nicolás Maduro |
| 16                                                    | Ángel Prado                | 2024 - 2025 | Nicolás Maduro |
| 17                                                    | Ángel Prado                | 2025 -      | Nicolás Maduro |

## Enláces externos
- Sitio Web: comunas.gob.ve
- Twitter @ComunasVE_
- Facebook /ComunasVE
- Instagram @ComunasVE
- Youtube /ComunasVE

- Datos: Q56300597